# Leonid Chuchunov
Leonid Guennádievich Chuchunov (en ruso: Леонид Геннадьевич Чучунов; Abakán, 27 de diciembre de 1974) es un deportista ruso de origen jacasio que compitió en lucha libre. Ganó dos medallas en el Campeonato Europeo de Lucha, plata en 2000 y bronce en 1999.

## Palmarés internacional
| Campeonato Europeo | Campeonato Europeo  | Campeonato Europeo | Campeonato Europeo |
| Año                | Lugar               | Medalla            | Categoría          |
| ------------------ | ------------------- | ------------------ | ------------------ |
| 1999               | Minsk (Bielorrusia) | Medalla de bronce  | 54 kg              |
| 2000               | Budapest (Hungría)  | Medalla de plata   | 54 kg              |